# Leytonstone
Leytonstone /ˈleɪtənˌstoʊn/ là một khu vực ở Đông Luân Đôn, là một phần của London Borough of Waltham Forest. Đây là một khu vực ngoại ô, cách 7 dặm về phía đông bắc của Charing Cross ở Đại Luân Đôn. Giáp với Walthamstow phía tây bắc, Wanstead (thuộc London Borough of Redbridge) phía bắc, Leyton phía nam, và Forest Gate (thuộc London Borough of Newham) phía đông.